# 13037 Potosi
13037 Potosi este un asteroid din centura principală de asteroizi.

## Descriere
13037 Potosi este un asteroid din centura principală de asteroizi. A fost descoperit pe 2 martie 1990 la Observatorul La Silla de Eric Walter Elst. Asteroidul prezintă o orbită caracterizată de o semiaxă mare de 2,26 ua, o excentricitate de 0,09 și o înclinație de 5,2° în raport cu ecliptica.